# Odessa, Texas
Odessa är en stad i Ector County i delstaten Texas, USA med 90 943 invånare (2000). Odessa är administrativ huvudort (county seat) i Ector County. 
Stadens universitet heter University of Texas Permian Basin.